# 伝源経基館跡

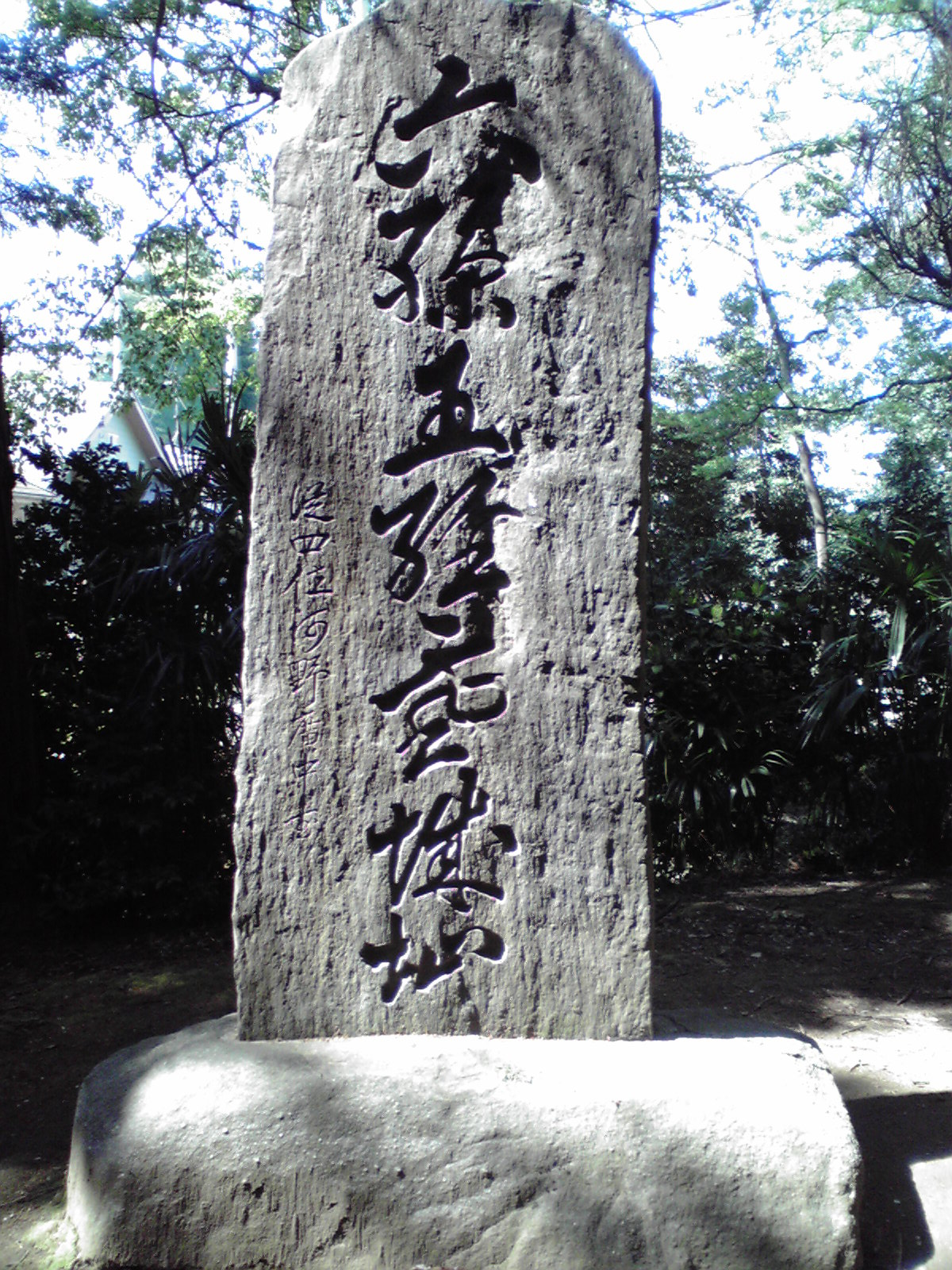
六孫王経基城址の石碑。源経基は六孫王と呼ばれていた。

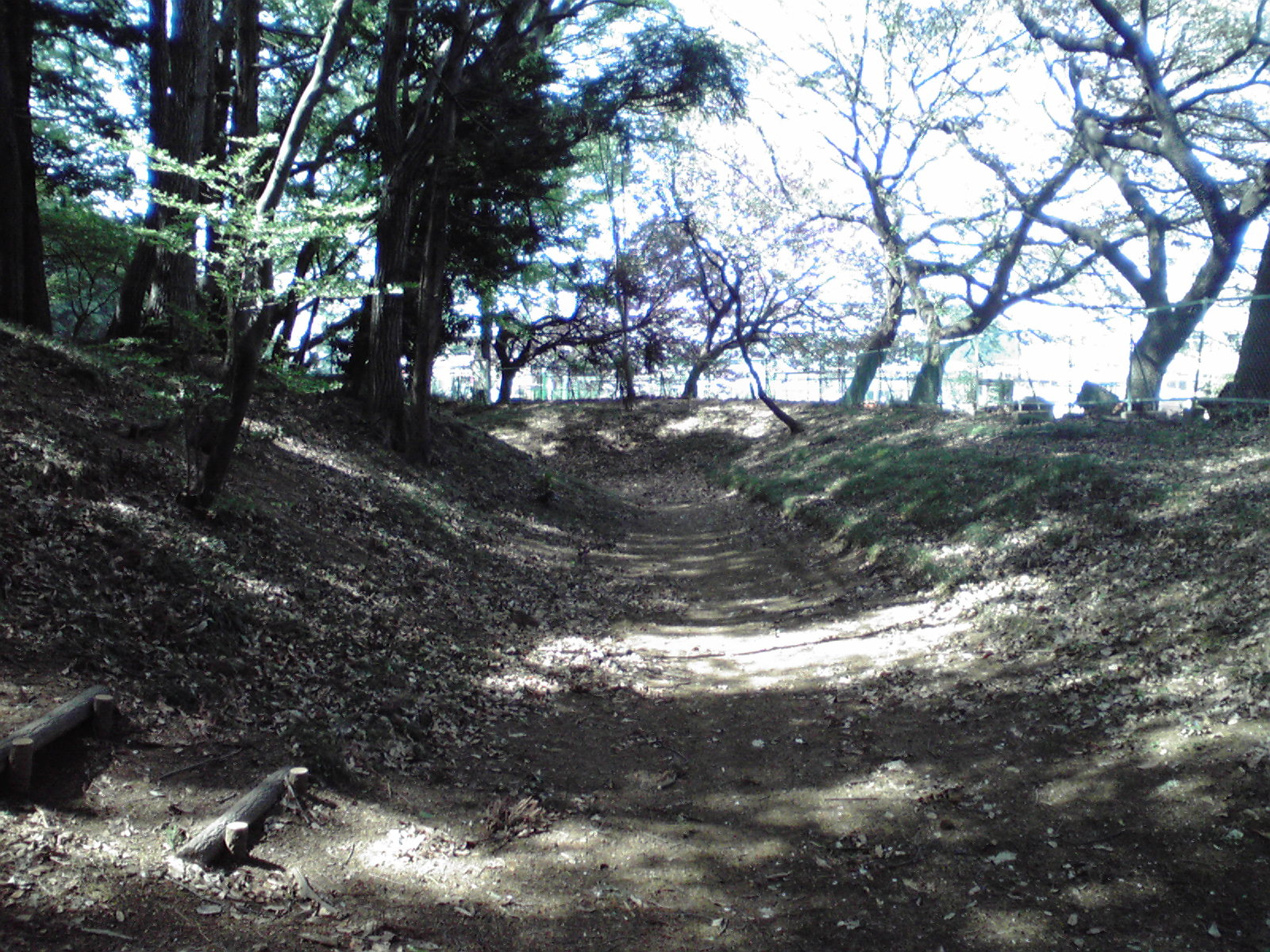
伝源経基館跡の空堀跡。西側を除き三方に巡らされている。

伝源経基館跡（でんみなもとのつねもとやかたあと）は、埼玉県鴻巣市にあった武家館（日本の城）。通称・城山（箕田城、大間城と呼ばれる事もある）。平安時代中期に源経基が武蔵介として坂東に赴いた時に館としたと伝えられる。 埼玉県指定史跡・1941年（昭和16年）3月31日指定。

## 概要
東西約95m、南北約85m、高さは東側が高く約22mの城郭跡。西側を除く三方に土塁と空堀をめぐらし、西側は荒川の湿地帯として当時は城郭の際まで水があったと思われる。
1987年（昭和62年）、1995年から1996年（平成7、8年）に発掘調査が行われ、平成9年以降も調査を続行した。掘立柱建物跡の一部が発見されたが作られた時期を示す出土品は発見されず、平安時代の源経基館跡とするには問題が多く確定するには至っていない。
最終的な城作りは防衛重視に作られており室町から戦国期の、もっと規模の大きな城の一部であるとの説もあるが、周りからはそのような事を示す遺跡は発見されていない。 
平成6年8月に土地の所有者から史跡公園として保存することを条件に9割近くが市に寄贈された。保存状態は良く今後の史跡整備事業と発掘調査が望まれる。 

## 歴史
ここがいつ頃から伝源経基館跡と呼ばれるようになったかは不明だが、江戸時代に作られた『新編武蔵風土記稿』（巻150足立郡之十六・大間村）による所が大きい。 
『将門記』には足立郡司判官代の武蔵武芝と争った時に『源経基が妻子を連れ比企郡狹服山（ひきぐんさふくやま・さやきやま）に登っている』と記述があり、これを元にここが経基館跡であると考えられた。狹服山の所在地は古くから議論されてきた。比企郡は誤りで入間郡狭山であるとか、比企郡松山あたりだとか、あるいは大里郡三尻村少間山（さやまやま）などと推測されるも今だかつて確定はしていない。 

## 所在地
- 埼玉県鴻巣市大間字原
- JR高崎線鴻巣駅から西に900ｍほどの所、埼玉県立鴻巣高校グランド南側に隣接、鴻巣市街地から続く台地の西端に位置する。